# Ján Figeľ
Ján Figeľ (Vranov nad Topľou, 20 de enero de 1960), político eslovaco. Fue Comisario de la Unión Europea para la Educación Formación, el Deporte y la Cultura entre 2004 y 2009. Su área de responsabilidad también abarca la juventud y las relaciones con la sociedad civil.
Figeľ trabajó durante un breve plazo de tiempo en la Comisión liderada por el italiano Romano Prodi. Desde el ingreso de Eslovaquia en la Unión Europea el 1 de mayo de 2004 hasta la confirmación de la Comisión de Durao Barroso estuvo al cargo de la cartera de la Sociedad de la Información y Empresa, compartiendo su puesto con el finlandés Olli Rehn. El gobierno eslovaco nominó a Figeľ para la siguiente Comisión, que se formó el 22 de noviembre de 2004.
Sin embargo, su asignación a la cartera de Educación, Formación, Deporte, Cultura y Multilingüismo se tomó con una cierta decepción. El propio Figeľ comentó que el trabajo no era su "primera opción", pero que lo aceptaba "como un reto".
Desde el 1 de enero de 2007, en la nueva Comisión Barroso, incrementada tras la entrada de Bulgaria y Rumanía en la Unión Europea, la responsabilidad por el multilingüismo se transfirió a un nuevo Comisionado, el rumano Leonard Orban.